# 資源描述框架

基本RDF图

资源描述框架（英語：Resource Description Framework），是万维网联盟（W3C）提出的一组标记语言的技术规范，基於XML語法及XML Schema的資料類型以便更为丰富地描述和表达网络资源的内容与结构。

## 延伸閱讀
- W3C's RDF at W3C （页面存档备份，存于）: specifications, guides, and resources
- RDF Semantics （页面存档备份，存于）: specification of semantics, and complete systems of inference rules for both RDF and RDFS

## 外部連結
- 中的“資源描述框架”

## 參閱
- 後設資料
- 语义网（Web 3.0）
- 简单知识组织系统
- RDF模式（英语：RDF Schema）
- 本体语言
  - OWL